# 奥伊尔格姆
奥伊尔格姆是德国莱茵兰-普法尔茨州的一个市镇。总面积3.01平方公里，总人口220人，其中男性124人，女性96人（2011年12月31日），人口密度73人/平方公里。